# 杭州花圃
杭州花圃是中華人民共和國浙江省杭州市西湖西側的一個公園，面積26.97萬平方米。公園始建於1954年。杭州花圃內種有雪松、玉蘭等多種植物。有蘭苑、盆景園、時花廣場等景觀。其中時花廣場面積5.5萬平方米，裡面主要是花和水。